# Pandan, Antique
Pandan là một đô thị cấp bốn ở tỉnh Antique, Philippines. Theo điều tra dân số năm 2015, đô thị này có dân số 34.333 người trong.

## Các đơn vị hành chính
Pandan, về mặt hành chính, được chia thành 34 khu phố (barangay).
| - Aracay - Badiangan - Bagumbayan - Baybay - Botbot - Buang - Cabugao - Candari - Carmen - Centro Sur (Pob.) - Dionela - Dumrog | - Duyong - Fragante - Guia - Idiacacan - Jinalinan - Luhod-Bayang - Maadios - Mag-aba - Napuid - Nauring - Patria | - Perfecta - Centro Norte (Pob.) - San Andres - San Joaquin - Santa Ana - Santa Cruz - Santa Fe - Santo Rosario - Talisay - Tingib - Zaldivar |